# 阿達米夫卡 (柳巴希夫卡區)
47°58′50″N 30°13′48″E / 47.98056°N 30.23000°E
阿達米夫卡（烏克蘭語：Адамівка）是位於烏克蘭西南部的村莊，由敖德萨州波季利斯克区的柳巴希夫卡市鎮負責管轄。該村始建於1918年，面積0.9平方公里，海拔高度110米，2001年人口221，人口密度每平方公里246.93人。